# Phyllophaga monana
Phyllophaga monana är en skalbaggsart som beskrevs av Moser 1921. Phyllophaga monana ingår i släktet Phyllophaga och familjen Melolonthidae. Inga underarter finns listade i Catalogue of Life.